# Rowan Atkinson
Rowan Sebastian Atkinson (Consett, Inglaterra, 6 de enero de 1955) es un actor, comediante y escritor británico. Interpretó los papeles principales en las comedias Blackadder (1983-1989) y Mr. Bean (1990-1995), y la serie de películas Johnny English (2003-2018). Atkinson saltó a la fama por primera vez en el programa de comedia de sketches de la BBC Not the Nine O'Clock News (1979-1982), recibiendo el premio de televisión de la Academia Británica de 1981 a la mejor interpretación de entretenimiento, y The Secret Policeman's Ball (1979), donde interpretó un sketch.  Las parodias posteriores en el escenario han presentado actuaciones en solitario y colaboraciones.

## Biografía

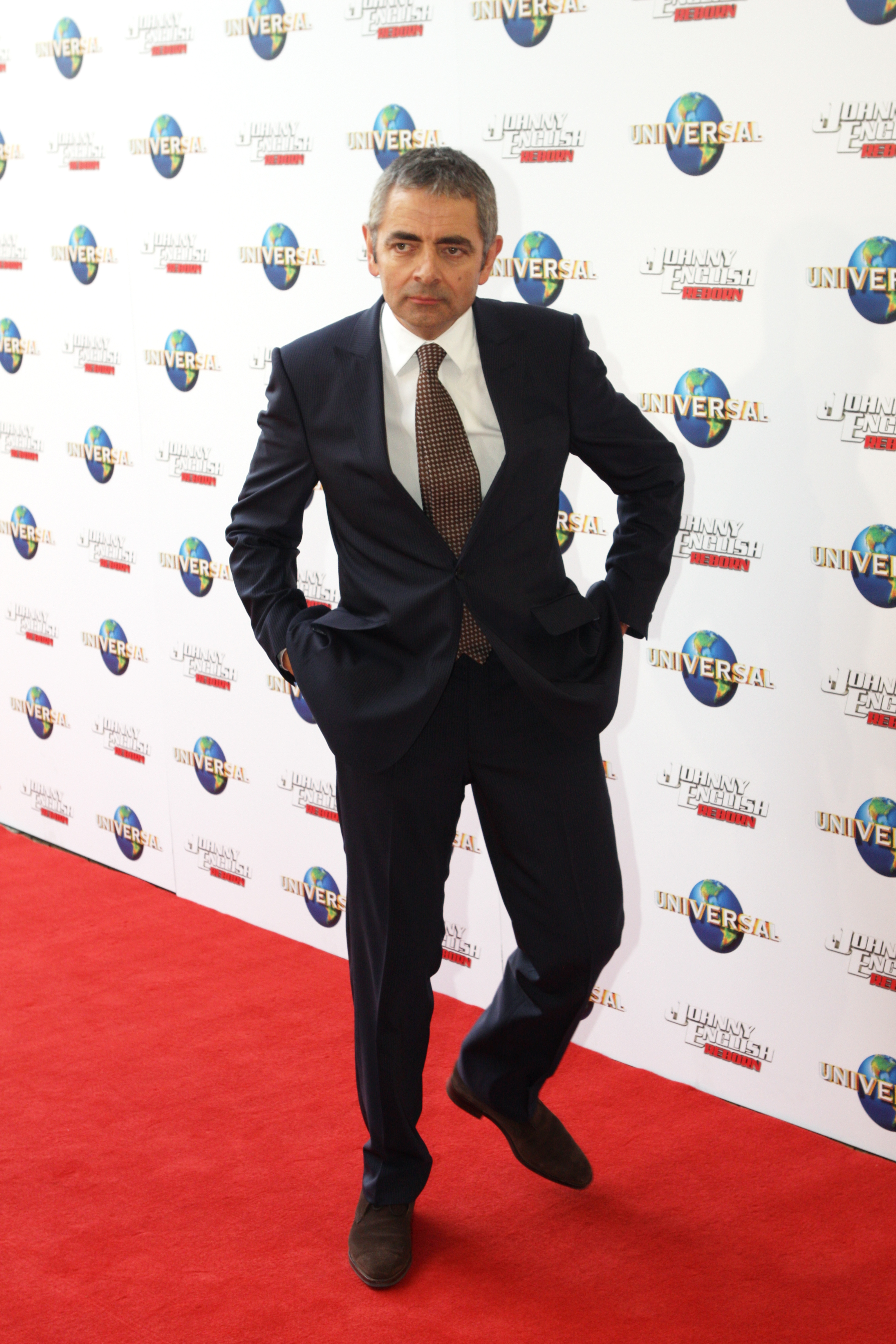
Rowan posando en el estreno de "Johnny English: Reborn"

Atkinson nació en Consett, Condado de Durham, Inglaterra, el 6 de enero de 1955. El menor de cuatro hijos, sus padres eran Eric Atkinson, un granjero y consejero empresarial, y Ella May (de soltera Bainbridge), quienes se casaron el 29 de junio de 1945. Sus tres hermanos mayores son Paul, que murió cuando era un bebé, Rodney, economista y político euroescéptico que perdió por un estrecho margen el liderato del Partido de la Independencia del Reino Unido (UKIP) en 2000, y Rupert. Atkinson fue criado como anglicano y estudió en la Durham Choristers School, St. Bees School, y en las universidades de Oxford y Newcastle, donde obtuvo el grado de Ingeniería Eléctrica, que completó posteriormente con un máster en el Queen's College de Oxford, la misma facultad de la que fue alumno su padre y de la que es Miembro Honorario desde 2006.
En 1983 escribió, en colaboración con el guionista Richard Curtis, la famosa comedia La víbora negra. Sus primeros trabajos como actor fueron en Not the Nine O'Clock News (1979-1982), que se convirtió en un gran éxito. Ha obtenido diversos premios, como el Emmy y el BAFTA por las categorías de programas televisivos de entretenimiento. Actuó en varias películas, como Hot Shots 2, Scooby Doo y una de las secuelas de James Bond: Nunca digas nunca jamás (1983), y las diversas encarnaciones de la serie de televisión La víbora negra (1983), Funny Business (1992) y Bean (1997) le dieron el salto a la fama.
En 2001 formó parte de un reparto coral en Ratas a la carrera, junto con John Cleese, Whoopi Goldberg y Cuba Gooding, Jr., de mano del director Jerry Zucker, guionista de Airplane! y The Naked Gun: From the Files of Police Squad!
En 2003 protagonizó Johnny English y en 2005 Secretos de familia, también consideradas como grandes éxitos, especialmente la primera, de la que se rodó una secuela. Su último estreno ha sido la secuela de Johnny English: Johnny English Reborn.
Es un apasionado de los coches deportivos. Ha sufrido dos accidentes de tráfico: en 2008 chocó contra otro automóvil y en 2011 se estrelló contra un árbol cuando conducía su McLaren F1 en Cambridgeshire.
En 2012, participó en la ceremonia de apertura de los Juegos Olímpicos de Londres.
En 2013, la reparación del McLaren F1 de Atkinson fue publicada en la revista Classic & Sports Car. Ese mismo año protagonizó la comedia dramática Quartermaine's Terms en el Teatro Wyndham's, del West End de Londres. La obra estuvo alrededor de tres meses en cartel y contó con un reparto compuesto por Conleth Hill, Will Keen, Felicity Montagu, Malcolm Sinclair, Matthew Cottle y Louise Ford.
En junio de 2015, Atkinson vendió el McLaren por 8 000 000 de libras, tras haber sido el único propietario, con un recorrido de 41 000 millas y dos accidentes. Cuando puso el McLaren en el mercado, Atkinson comentó: «Lo compré por la calidad del pensamiento que intervino en su diseño, y ahora que se ha convertido en algo valioso, ha llegado el momento de que alguien más lo disfrute». En 2022 protagonizó la serie de Man vs. Bee para Netflix con 9 capítulos. Y en 2023 protagonizó Wonka la nueva adaptación del chocolatero más famoso de la historia.

### Matrimonio, relaciones e hijos
En 1990 se casó con la maquilladora de la BBC TV Sunetra Sastry (1957), de padre hindú y madre inglesa, a la que conoció mientras rodaba su serie Black Adder en 1986.
El 9 de septiembre de 1993 nació en Londres su hijo Benjamin Atkinson, que actualmente es militar, ya que estudió en la Real Academia Militar de Sandurst de Londres. Dos años después, en 1995, nacería su hija Lilly Atkinson, actualmente actriz y cantante de burlesque, que tras el divorcio de sus padres adoptó el apellido de su madre, pasándose a llamar Lilly Sastry.
Actualmente es pareja de la actriz Louise Ford (nacida en noviembre de 1984), tras separarse de Sunetra Sastry en 2014. Tiene una hija con Ford, nacida a principios de diciembre de 2017 y llamada Isla Atkinson.
en The Loud House: Atkinson presta su voz a Huesos, el Sr. Smee, el Capitán Garfio, Sharky, Bagheera, Baloo y otros personajes.

## Trayectoria

### Radio
Atkinson protagonizó en 1979 una serie de programas cómicos para BBC Radio 3 titulada The Atkinson People. Consistía en una serie de entrevistas satíricas con grandes hombres ficticios, interpretados por el propio Atkinson. La serie fue escrita por Atkinson y Richard Curtis, y producida por Griff Rhys Jones.

### Televisión
El primer gran éxito de Atkinson fue Estas no son las Noticias de las nueve, producido por su amigo John Lloyd y en la que trabajó junto a Pamela Stephenson, Griff Rhys Jones y Mel Smith. Tras el éxito, protagonizó la comedia medieval La víbora negra (Blackadder), la cual también coescribió con Richard Curtis, en 1983. A pesar de la tibia acogida, una segunda serie fue escrita, en esta ocasión por Curtis y Ben Elton en 1985. Blackadder II cuenta las aventuras de uno de los descendientes del personaje original, esta vez en la época isabelina. La misma fórmula se repitió en las dos siguientes secuelas: Blackadder The Third (1987) (ambientada durante la regencia del futuro Jorge IV), y Blackadder Goes Forth (1989) (ambientada en la Primera Guerra Mundial). La serie Blackadder pasó a convertirse en una de las más exitosas series cómicas de la BBC de todos los tiempos, y cuenta con varios especiales de televisión: Cuento de Navidad para el Señor Blackadder (1988), Blackadder: Tiempo de Caballeros (1988) y Blackadder a través del tiempo (1999).
Rowan Atkinson tiene otra famosa creación, el desventurado Mr. Bean, que apareció por primera vez en el día de Año Nuevo de 1990 en un especial de media hora para Thames Television. El personaje de Mr. Bean es una especie de moderno Charles Chaplin. La serie se emitió en la televisión con gran éxito durante gran parte de la década de 1990, e incluso se llegó a hacer una película en 1997, titulada Bean, dirigida por Mel Smith, su antiguo compañero en Estas no son las Noticias de las nueve. En 2007 rodó una segunda película, titulada Las vacaciones de Mr. Bean. En ese mismo año realizó una película alternativa llamada Hombre araña planta junto con Rachel Stevens. Además, ha hecho pequeñas apariciones en películas como Love Actually (2003).
Atkinson apareció en la ceremonia de apertura de los Juegos Olímpicos de 2012 como Mr. Bean, en un sketch cómico basado en la película Carros de fuego, tocando una sola nota repetida en el sintetizador. Luego se sume en una secuencia de un sueño en el que se incorpora a los corredores de dicha película ─que trata sobre los Juegos Olímpicos de 1924─, superándoles en su emblemática carrera por la playa de West Sands en St. Andrews, circulando en un taxi y derribando al corredor de cabeza.
Aparte de sus pequeñas participaciones como actor secundario o de reparto, Atkinson ha sido la voz de su propio personaje en su serie animada, así como en la película El Rey León (1994) con el personaje de Zazu, el cual es mayordomo y tiene una gran carga moral de hacer lo correcto. El personaje gustó mucho al actor debido a su gran compromiso, como él lo llama, de hacer las cosas correctamente.
- Éstas no son las noticias de las nueve (Serie de TV)
- Blackadder
  - La Víbora Negra (Serie de TV)
  - El cuento de Navidad de Víbora Negra (TV)
  - La víbora negra: Época de caballeros (TV)
  - Blackadder Goes Forth (Serie de TV)
- Mr. Bean 1990 - 1995
- Mr. Bean (serie de televisión animada) 2002
- Jules Maigret
  - Maigret tiende una trampa (TV) 2016
  - El muerto de Maigret (TV) 2016
  - Maigret: Night at the Crossroads (TV) 2017
  - Maigret in Montmartre (TV) 2017
- El hombre contra la abeja (Serie TV) 2022
- El hombre contra el bebe (en desarrollo por Netflix)

### Cine
La carrera cinematográfica de Atkinson comenzó con un papel secundario en la película de James Bond Nunca digas nunca jamás (1983) con Sean Connery, Kim Basinger, Klaus Maria Brandauer, Bárbara Carrera y Max von Sydow, y un papel protagonista en Dead on Time (también de 1983) con Nigel Hawthorne. Participó en el cortometraje ganador de un Oscar en 1988 The Appointments of Dennis Jennings. Apareció en el debut como director de Mel Smith El tipo alto (1989) junto con Jeff Goldblum, Emma Thompson y Geraldine James, y apareció junto a Anjelica Huston y Mai Zetterling en Las brujas (1990), una adaptación cinematográfica de Roald Dahl de novela infantil de fantasía oscura. Interpretó el papel de Dexter Hayman en Hot Shots! Part Deux (1993), una parodia de Rambo III, protagonizada por Charlie Sheen.
Atkinson obtuvo un mayor reconocimiento como vicario en Cuatro bodas y un funeral (1994, escrita y dirigida por su antiguo colaborador Richard Curtis) protoagonizada por Hugh Grant y Andie MacDowell, y apareció en Disney El rey león (también 1994) como la voz de Zazu, el cálao de pico rojo, compartió reparto de voces junto con Matthew Broderick, Jeremy Irons, Nathan Lane, James Earl Jones y Whoopi Goldberg. También cantó la canción «I Just Can't Wait to Be King» en El Rey León. Atkinson siguió apareciendo en papeles secundarios en comedias, como Rat Race (2001) junto con Cuba Gooding Jr., Whoopi Goldberg, John Cleese, Seth Green, Amy Smart, Breckin Meyer, Kathy Najimy, Jon Lovitz y Wayne Knight, en donde el  interpretó a Enrico Pollini, un turista italiano narcoléptico y sin familia, Scooby-Doo (2002) donde interpretó al villano Emile Mondavarious, vendedor de joyas Rufus en otra comedia romántica navideña de ambientación británica de Richard Curtis, Love Actually (2003) que tuvo dos apariciones en la película que fue protagonizada por Hugh Grant, Emma Thompson, Colin Firth, Bill Nighy, Keira Knightley, Andrew Lincoln, Liam Neeson, Laura Linney, Martine McCutcheon, Chiwetel Ejiofor, Alan Rickman, Martin Freeman y Thomas Brodie-Sangster, y la comedia criminal Keeping Mum (2005), que protagonizaron Kristin Scott Thomas, Maggie Smith y Patrick Swayze.
Además de sus papeles secundarios, Atkinson también ha tenido éxito como protagonista. Su personaje televisivo Mr. Bean debutó en la gran pantalla con Bean (1997), que obtuvo un gran éxito internacional. Una secuela, Las vacaciones de Mr. Bean (2007), (de nuevo inspirada en cierta medida en Jacques Tati en su película Las vacaciones de Monsieur Hulot), también se convirtió en un éxito internacional. También ha protagonizado la parodia de James Bond Johnny English mas su segunda parte y tercera parte. En 2023, Atkinson protagoniza como el sacerdote, Padre Julius, en Wonka, una película que sirve como precuela de la novela de Roald Dahl Charlie y la fábrica de chocolate, explorando los orígenes de Willy Wonka, junto con Timothée Chalamet, Olivia Colman, Jim Carter, Hugh Grant, Sally Hawkins y Keegan-Michael Key.
En febrero de 2024, se anunció que protagonizaría una cuarta película de Johnny English.

### Teatro
Atkinson realizó sketches en directo sobre el escenario -apareciendo también con miembros de Monty Python - en The Secret Policeman's Ball (1979) en Londres para Amnistía Internacional. Atkinson emprendió una gira de cuatro meses por el Reino Unido en 1980. Posteriormente se publicó una grabación de su actuación en el Grand Opera House de Belfast con el título Live in Belfast.
En 1984, Atkinson apareció en una versión West End de la obra cómica The Nerd junto a un Christian Bale de 10 años. El estornudo y otras historias, siete obras cortas de Antón Chéjov, traducidas y adaptadas por Michael Frayn, fueron representadas por Rowan Atkinson, Timothy West y Cheryl Campbell en el Aldwych Theatre de Londres en 1988 y principios de 1989.
En 2009, durante la reposición en el West End del musical Oliver! basado en la novela de Charles Dickens Oliver Twist, Atkinson interpretó el papel de Fagin. Su interpretación y canto de Fagin en el Theatre Royal, Drury Lane de Londres obtuvo críticas favorables y fue nominado al Olivier Award al mejor actor de musical o espectáculo.
El 28 de noviembre de 2012, Rowan Atkinson volvió a interpretar el papel de Blackadder en la gala cómica «We are Most Amused» para The Prince's Trust en el Royal Albert Hall de Londres. Le acompañó Tony Robinson en el papel de Baldrick. El sketch incluía el primer material nuevo de Blackadder en 10 años, con Blackadder como consejero delegado del banco Melchett, Melchett y Darling, que se enfrentaba a una investigación sobre la crisis bancaria.
En febrero de 2013, Atkinson asumió el papel titular en una producción de 12 semanas (dirigida por Richard Eyre) de la obra de Simon Gray Quartermaine's Terms en el Wyndham's Theatre de Londres con los coprotagonistas Conleth Hill (Game of Thrones) y Felicity Montagu (I'm Alan Partridge). En diciembre de 2013, revivió su sketch de maestro de escuela para el Royal Free Hospital's Rocks with Laughter en el Adelphi Theatre. Unos días antes, representó una selección de sketches en un pequeño café ante solo 30 personas.

## Aficiones
Atkinson es un gran aficionado a los coches. Fue dueño de un McLaren F1, que en su día era el coche de serie más rápido del mundo. Costaba 970 000 dólares y sólo se fabricaron 100 unidades.
El 5 de agosto de 2017 Rowan Atkinson chocó su McLaren F1 contra un árbol en Cambridgeshire. Después del choque el coche se incendió. Los bomberos lo apagaron hacia las 20:30. El actor padeció una lesión de hombro y fue conducido en ambulancia al Peterborough City Hospital.
Rowan Atkinson es muy aficionado a las carreras y en el programa Top Gear del 17 de julio de 2011 fue el conductor más rápido del circuito conduciendo un Kia Cee'd con un tiempo de 1 minuto y 42,2 segundos, siendo posteriormente superado por Matt LeBlanc, que completó el circuito en 1 minuto 42,1.

## Filmografía
| Año  | Título                              | Papel                          |
| ---- | ----------------------------------- | ------------------------------ |
| 1981 | Fundamental Frolics                 | Él mismo                       |
| 1981 | The Secret Policeman's Ball         | Varios papeles                 |
| 1982 | The Secret Policeman's Other Ball   | Él mismo y otros papeles       |
| 1983 | Dead on Time                        | Bernard Fripp                  |
| 1983 | Nunca digas nunca jamás             | Nigel Small-Fawcett            |
| 1989 | The Appointments of Dennis Jennings | Dr. Schooner                   |
| 1989 | The Tall Guy                        | Ron Anderson                   |
| 1990 | The Witches                         | Mr. Stringer                   |
| 1991 | The Driven Man                      | Él mismo                       |
| 1993 | Hot Shots! Part Deux                | Dexter Hayman                  |
| 1994 | Cuatro bodas y un funeral           | Padre Gerald                   |
| 1994 | El rey león                         | Zazu (voz)                     |
| 1995 | Ley y desorden                      | Inspector Raymond Fowler       |
| 1997 | Bean                                | Mr. Bean                       |
| 2000 | Maybe Baby                          | Mr. James                      |
| 2001 | Ratas a la carrera                  | Enrico Pollini                 |
| 2002 | Scooby-Doo                          | Emile Mondavarious             |
| 2003 | Johnny English                      | Johnny English                 |
| 2003 | Love Actually                       | Rufus                          |
| 2005 | Keeping Mum                         | Reverendo Walter Goodfellow    |
| 2005 | Spider-Plant Man                    | Peter Piper / Spider-Plant Man |
| 2007 | Las vacaciones de Mr. Bean          | Mr. Bean                       |
| 2011 | Johnny English Reborn               | Johnny English                 |
| 2018 | Johnny English Strikes Again        | Johnny English                 |
| 2022 | El hombre contra la abeja           | Trevor                         |
| 2023 | Wonka                               | Padre Julius                   |

## Filmografía completa
- Dead on Time (1983)
- Nunca digas nunca jamás  (1983)
- The Appointments of Dennis Jennings  (1989)
- Tall Guy  (1989)
- La maldición de las brujas (1990)
- Locademia de pilotos 2 (1993)
- Cuatro bodas y un funeral (1994)
- El rey león (1994)
- Bean (1997)
- Maybe Baby (2000)
- Ratas a la carrera  (2001)
- Scooby-Doo (2002)
- Johnny English (2003)
- Love Actually (2003)
- Secretos de familia (2005)
- Las vacaciones de Mr. Bean (2007)
- Johnny English Reborn (2011)
- Johnny English Strikes Again (2018)
- Wonka (2023)
- Johnny English 4 (TBA)

## Shows en vivo
- Beyond a Joke (1978).
- The Secret Policeman's Ball (1979).
- The Secret Policeman's Other Ball (1981).
- Rowan Atkinson (1981).
- The Nerd (1984).
- The New Revue (1986).
- The Sneeze (1988).

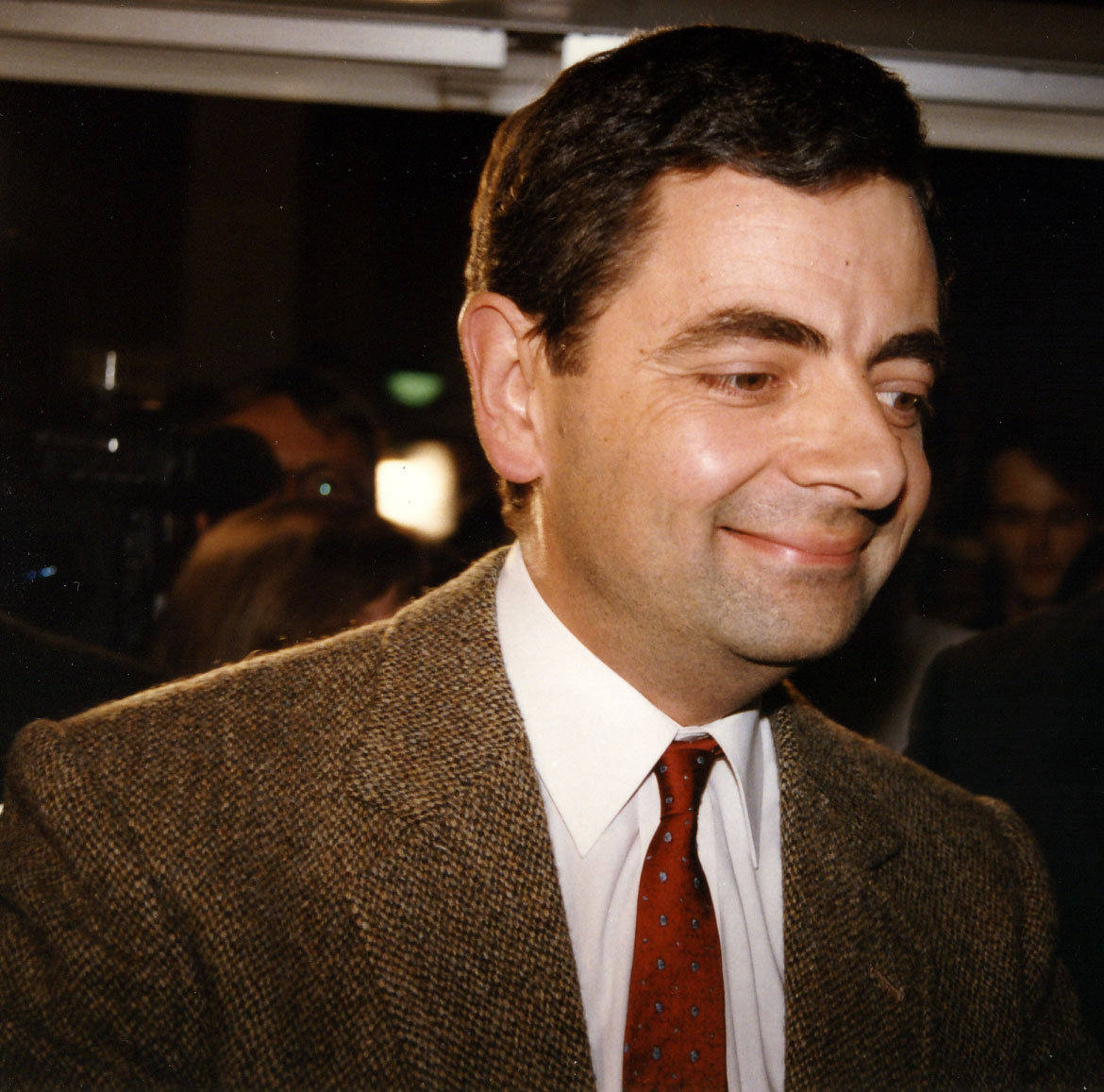
Rowan Atkinson como Mr. Bean.

- Hysteria! Hysteria! Hysteria! (1988).
- Live! From London (1988).
- Origami, for Prince of Wales' 40th Birthday (1988).
- Hysteria 2 (1989).
- Rowan Atkinson Live, DVD lanzado de una presentación de 1991 en Boston.

1. A Warm Welcome.
2. Fatal Beatings.
3. And Now From Nazareth, The Amazing...
4. Invisible Man
5. The Good Loser
6. Elementary Dating
7. Guys After The Game
8. It Started With A Sneeze
9. With Friends Like These...
10. Pink Tights & Plenty of Props
11. Tom, Dick and Harry
12. No One Called Jones

- Prince of Wales' 50th Birthday - A Royal Birthday Celebration (1998).
- The Royal Variety Performance (2000).
- And Now From Nazareth, The Amazing..., para We Are Most Amused - Prince of Wales' 60th Birthday (2008)
- Oliver!, como Fagin (2008-2009).
- Ceremonia de inauguración de los Juegos Olímpicos Londres 2012, como Mr. Bean.

## Discografía

### Álbumes
- Rowan Atkinson Live in Belfast (1980, relanzado en 1996)
- Not Just a Pretty Face (comedia)  (1987, relanzado en 1994)

### Compilaciones
- The Secret Policeman's Ball and Dick (1979)
- Not The Nine O'Clock News – The Album (1980)
- We Are Most Amused: The Best of British Comedy (1984)